# Hate It or Love It
Hate It or Love It – singiel amerykańskiego rapera The Game’a, pochodzący z albumu The Documentary. Do utworu powstał teledysk.

## Lista utworów
1. Hate It Or Love It (wersja z albumu)
2. Higher (Aol Session)
3. Hate It Or Love It (podkład)
4. Hate It Or Love It (Wideo)

## Notowania
| Notowanie (2005)                     | Najwyższa pozycja |
| ------------------------------------ | ----------------- |
| ARIA Charts                          | 23                |
| Media Control Charts                 | 14                |
| Tracklisten                          | 17                |
| Irish Singles Chart                  | 5                 |
| UK Singles Chart                     | 4                 |
| U.S. Billboard Hot 100               | 2                 |
| U.S. Billboard Hot R&B/Hip-Hop Songs | 1                 |
| U.S. Billboard Hot Rap Tracks        | 1                 |
| U.S. Billboard Pop 100               | 9                 |